# Paeaniosz
Paeaniosz (4. század – 5. század?) görög filozófus.
Szofista filozófus volt, 380-ban görög nyelvre fordította Eutropius breviariumát „Metaphraszión eisz tón tou Eutropiou” címmel. A munka több kiadást is megért, általában a latin eredetivel együtt adták ki.